# R

R، یا r (نام فرانسوی: اِر، نام انگلیسی: آر)، هجدهمین حرف از حروف الفبای لاتین است. در فارسی R برای ر به کار می‌رود.

## در نگارش فارسی
این حرف معادل حرف / ر / در الفبای فارسی می‌باشد.

## کاربرد

### ریاضی
در ریاضی نماد شعاع (رادیوس)، حرف کوچک r است.

### الکترونیک
در الکترونیک نماد مقاومت (رزیستنس) حرف R است.

### جهت‌شناسی
در جهت‌ها حرف R مخفف واژه Right به معنای راست است.

### بر روی بلندگو
بر روی بلندگوها و هندزفری‌ها، r و L نوشته شده‌ است که r مخفف واژه right به معنی «راست» است.

### محصولات
بر روی برخی از محصولات حرف R درون دایره ® درج شده به معنای علامت ثبت‌شده است.

## نگارخانه

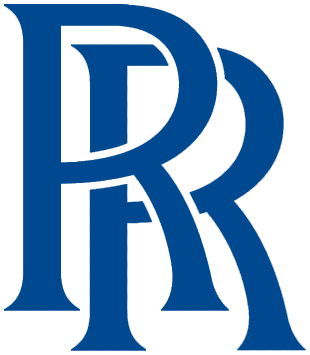
نشان‌واره رولز-رویس موتور کارز